# Кріс Степлтон
Кріс Степлтон (англ. Chris Stapleton, Christopher Alvin "Chris" Stapleton, нар. 15 квітня 1978, Лексингтон, Кентуккі, США) — американський кантрі — співак і автор-виконавець. Автор 6 пісень, що стали № 1 в кантрі-чарті, включаючи такі як «Never Wanted Nothing More» (5 тижнів на № 1, Кенні Чесні), «Love's Gonna Make It Alright» (Джордж Стрейт) і «Come Back Song» (Darius Rucker). Автор понад 150 пісень для таких виконавців як Adele, Люк Брайан, Тім Макгро, Бред Пейслі та Діркс Бентлі. Співавтор таких відомих музикантів як Вінс Гілл, Peter Frampton та Шеріл Кроу.
У 2015 році Степлтон випустив свій дебютний студійний альбом Traveller. Він досяг № 1 у Billboard 200. Степлтон виграв у 2015 році Country Music Association Award у категоріях Співак року (Best Male Vocalist), Найкращий новий виконавець року (New Artist of the Year) та Альбом року (Album of the Year for). 7 грудня 2015 року він отримав чотири номінації на премію «Греммі» включаючи категорію Альбом року, вигравши в підсумку дві премії: «Найкращий кантрі-альбом» та «Найкраще сольне кантрі-виконання». У 2018 році переміг у всіх трьох категоріях, в яких номінувався: «Найкращий кантрі-альбом», «Найкраще сольне кантрі-виконання» та «Найкраща кантрі-пісня».

## Біографія
Народився 15 квітня 1978 року в м. Лексінгтоні (штат Кентуккі, США) в сім'ї шахтарів. Його мати працювала в місцевому департаменті охорони здоров'я, а батько був шахтарем. У нього є старший брат та молодша сестра. У 2001 році Кріс переїхав до Нашвілла для продовження музичної кар'єри.

### The SteelDrivers
З 2008 по 2010 роки Степлтон був провідним вокалістом і гітаристом блюграс-групи The SteelDrivers. В 2009 The SteelDrivers виграли International Bluegrass Music Association Award в категорії «Emerging Artist of the Year». В 2010 году гурт The SteelDrivers було номіновано на три премії Grammy Awards, включаючи Best Country Performance by a Duo or Group with Vocal за песні «Blue Side of the Mountain» та «Where Rainbows Never Die», а також Best Bluegrass Album за Reckless.
Степлтон залишив групу SteelDrivers у квітні 2010 року.

## Сольні роботи
5 травня 2015 року вийшов дебютний сольний альбом Traveller. Запис проходив у студії RCA Studio A в Нашвіллі, продюсер Дейв Кобб. Степлтон отримав три нагороди на церемонії 2015 Country Music Association Awards: Album of the Year, Male Vocalist of the Year та New Artist of the Year. На церемонії CMA Awards, Степлтон виконав разом з Justin Timberlake свої версії пісень Tennessee Whiskey і Drink You Away Тімберлейка . Багато музичних публікацій розглядають головним моментом, що визначає кар'єру цей виступ разом зі своїми перемогами в ту ніч, що підняло його на рівень загальнонаціональної популярності. У грудні 2015 року Степлтон отримав нагороду 2015 року CMT Artists of the Year Breakout під час концертного виконання на щорічній церемонії CMT Artists of the Year. Альбом виграв Academy of Country Music Award у категорії Альбом року (Album of the Year). Ставши кантрі-бестселером альбомом 2016 року диск був проданий накладом понад 2 млн копій в США до липня 2017 року.
Перший альбом виявився дуже успішним і в комерційному, і в творчому плані. Він посів перше місце в американському хіт-параді, а 7 грудня 2015 року на 58-й церемонії «Греммі» отримав чотири номінації, включаючи категорію Альбом року, вигравши в підсумку дві премії: «Найкращий кантрі-альбом» та «Найкраще сольне кантрі- виконання»..
Степлтон став співавтором трьох пісень з нового студійного альбому Джастіна Тімберлейка Man of the Woods (2018), включаючи їх спільний трек Say Something, який досяг кращої десятки американського хіт-параду Billboard Hot 100. 27 січня 2018 року Степлтон вдруге став музичним гостем нічного шоу Saturday Night Live, де виконав пісню зі свого альбому From a Room: Volume 2 разом із Sturgill Simpson. У березні «Broken Halos» (з альбому From A Room: Volume 1) досяг вершини кантрі-чарту Country Airplay. Степлтон записав кавер пісні «I Want Love» для альбому Restoration: Reimagining the Song of Elton John and Bernie Taupin.

## Особисте життя
Кріс Степлтон одружений з музиканткою Morgane Stapleton (до шлюбу Hayes). Вона записувалася на Arista Nashville. Пара познайомилася під час роботи у видавництві. У них двоє дітей і живуть вони в Нашвіллі.

## Обладнання
На музичній виставці NAMM 2019 компанія Fender представила публіці новий ламповий комбопідсилювач Fender '62 Princeton Chris Stapleton Edition, спроектований спільно з Крісом Степлтоном.

## Нагороди та номінації
- 2006: ASCAP Country Music Award — «Your Man» by Chris DuBois, Chris Stapleton[45]
- 2007: ASCAP Award — «Swing» by Frank Rogers, Chris Stapleton[46]
- 2008: ASCAP Award, Most Performed Songs — «Never Wanted Nothing More» Chris Stapleton, Ronnie Bowman[47]
- 2009: ASCAP Award, Most Performed Songs — «Another You» Chris Stapleton, Jeremy Spillman[48]
- 2010: ASCAP Award, Most Performed Songs — «Keep On Lovin 'You» Chris Stapleton, Trent Willmon[49]
- 2011: ASCAP Award, Most Performed Songs — «Come Back Song» by Darius Rucker, Chris Stapleton; recorded by Darius Rucker[50]
- 2012: ASCAP Award, Most Performed Songs — «Love's Gonna Make It Alright» Chris Stapleton, recorded by George Strait[51]

### ACM Awards
| Рік  | Номіновано              | Нагорода                                | Результат | Покликання |
| ---- | ----------------------- | --------------------------------------- | --------- | ---------- |
| 2016 | Traveller               | Album of the Year                       | Перемога  | [ 52 ]     |
| 2016 | «Nobody to Blame»       | Song of the Year                        | Перемога  | [ 52 ]     |
| 2016 | Chris Stapleton         | Songwriter of the Year                  | Перемога  | [ 52 ]     |
| 2016 | Chris Stapleton         | New Male Vocalist of the Year           | Перемога  | [ 52 ]     |
| 2016 | Chris Stapleton         | Male Vocalist of the Year               | Перемога  | [ 52 ]     |
| 2016 | Vocal Event of the Year | «Hangover Tonight» (разом з Gary Allan) | Номінація | [ 52 ]     |

### Americana Music Honors&amp; Awards
| Рік  | Номіновано      | Нагорода           | Результат | Покликання |
| ---- | --------------- | ------------------ | --------- | ---------- |
| 2016 | Chris Stapleton | Artist of the Year | Перемога  | [ 53 ]     |
| 2016 | Traveller       | Album of the Year  | Номінація | [ 53 ]     |

### American Country Countdown Awards
| Рік  | Номіновано | Нагорода          | Результат | Покликання |
| ---- | ---------- | ----------------- | --------- | ---------- |
| 2016 | Traveller  | Top Country Album | Перемога  | [ 54 ]     |

### Billboard Music Awards
| Рік  | Номіновано      | Нагорода           | Результат | Покликання |
| ---- | --------------- | ------------------ | --------- | ---------- |
| 2016 | Chris Stapleton | Top Country Artist | Номінація | [ 55 ]     |
| 2016 | Traveller       | Top Country Album  | Перемога  | [ 55 ]     |

### British Country Music Association Awards
| Рік  | Номіновано          | Нагорода                        | Результат | Покликання |
| ---- | ------------------- | ------------------------------- | --------- | ---------- |
| 2016 | Traveller           | International Album of the Year | Перемога  | [ 56 ]     |
| 2016 | «Tennessee Whiskey» | International Song of the Year  | Перемога  | [ 56 ]     |

### CMA Awards
| Рік  | Номіновано      | Нагорода                  | Результат | Покликання |
| ---- | --------------- | ------------------------- | --------- | ---------- |
| 2015 | Traveller       | Album of the Year         | Перемога  | [ 8 ]      |
| 2015 | Chris Stapleton | New Artist of the Year    | Перемога  | [ 8 ]      |
| 2015 | Chris Stapleton | Male Vocalist of the Year | Перемога  | [ 8 ]      |

### CMT Awards
| Рік  | Номіновано                                       | Нагорода                       | Результат | Покликання |
| ---- | ------------------------------------------------ | ------------------------------ | --------- | ---------- |
| 2016 | «Fire Away»                                      | Video of the Year              | Номінація | [ 57 ]     |
| 2016 | «Fire Away»                                      | Breakthrough Video of the Year | Перемога  | [ 57 ]     |
| 2016 | «Nobody To Blame» (From CMT Artists of the Year) | CMT Performance of the Year    | Номінація | [ 57 ]     |

### Grammy Awards
| Рік  | Номіновано              | Нагорода                         | Результат | Покликання |
| ---- | ----------------------- | -------------------------------- | --------- | ---------- |
| 2016 | Traveller               | Найкращий альбом року            | Номінація | [ 34 ]     |
| 2016 | Traveller               | Найкращий кантрі-альбом          | Перемога  | [ 34 ]     |
| 2016 | «Traveller»             | Найкраще сольне кантрі-виконання | Перемога  | [ 34 ]     |
| 2016 | «Traveller»             | Лучшая кантри-песня              | Номінація | [ 34 ]     |
| 2018 | «From A Room: Volume 1» | Найкращий кантрі-альбом          | Перемога  | [ 10 ]     |
| 2018 | «Either Way»            | Найкраще сольне кантрі-виконання | Перемога  | [ 10 ]     |
| 2018 | «Broken Halos»          | Найкраща кантрі-пісня            | Перемога  | [ 10 ]     |

## Дискографія
- Traveller (2015)
- Від A Room: Volume 1 (2017)
- Від A Room: Volume 2 (2017)
- Starting Over (2020)